# Skandal libor
Skandal libor je serija prijevara vezanih za libor (londonska međubankovna stopa), što je rezultiralo istragama i reakcijama javnosti. 
Libor predstavlja dnevnu referentnu kamatnu stopu po kojoj banke jedna drugoj nude novac za posuđivanje na londonskom međubankarskom tržištu. Skandal je nastao, kada je otkriveno, da su banke lažno napuhavale ili snizavale stope, kako bi ostvarile veću dobit ili ostavile dojam da su pouzdanije, nego što stvarno jesu. Libor podupire oko 350 bilijuna dolara u izvedenicama. Kontrolira ga Britanska udruga bankara.
Skandal libor je osobito problematičan, jer se većina svjetskih financijskih sustava oslanja na njega, a dugovi mnogih nacionalnih i privatnih banaka pod utjecajem su libora, pogotovo kod masovnog zaduživanja ili hipoteka. Smatra se, da je skandal rezultat 20-godišnjeg razdoblja tijekom kojeg je bankarski sektor postao preagresivan, suviše usmjeren na kratkoročnu dobit i previše distanciran od potreba kupaca i klijenata i od šireg društva.
U mnogim slučajevima, libor je bio "u potpunosti izmišljen". Zbog namještanja libora, niz banaka kažnjen je globama koje su dosegnule i stotine milijuna funti. Britanske i američke vlasti novčano su kaznile britansku banku Barclays globom od 290 milijuna funti u lipnju 2012., zbog namještanja libora. Kasnije su kažnjene i Royal Bank of Scotland i švicarska banka UBS, i to u iznosu od 390 milijuna i 940 milijuna funti.
Odlučeno je, da neovisni operater određuje libor umjesto Britanske udruge bankara.